# Dinder
De Dinder (Arabisch: نهر الدندر; Amhaars: ዲንደር ወንዝ) is een zijrivier van de Blauwe Nijl. De rivier heeft een lengte van 480 kilometer en stroomt door Ethiopië en Soedan. In de droge tijd staat de rivier droog, maar in de regentijd van juni tot oktober bevat de rivier water.
De Dinder ontspringt in het Ethiopisch Hoogland, 100 kilometer ten westen van het Tanameer. De rivier stroomt in westelijke richting naar de vlaktes van de Soedanese staat Sennar. In Soedan stroomt de rivier in noordwestelijke richting door het Nationaal park Dinder, waaraan zij haar naam heeft gegeven. Ten noorden van de stad Sennar mondt de Dinder uit in de Blauwe Nijl.